# 鯽魚潭
鯽魚潭，又稱鯽仔潭、龍潭、東湖，是位於今臺灣臺南市永康區大灣至仁德區一帶的古湖泊，為昔日台邑八景之一，留下許多相關文學作品。約自清道光初年開始逐漸乾涸，今日崑山科技大學校內的崑山湖為其殘存部分。另外中華醫事科技大學旁的仁德滯洪池所在地也是昔日鯽魚潭區域的一部份。

## 歷史
民國77年（1988年）由石萬壽編纂之《永康鄉志‧建置》指出鯽魚潭為古代大灣海峽消退後之殘餘。
清康熙二十二年（1683年）該潭曾經乾涸。康熙二十八年左右潭面「周圍大十里餘，深不可測」，潭中生長許多鯽魚可供每年徵稅。康熙三十五年左右該潭改名為「東湖」，《永康鄉志》認為是因位於台灣府城東方而得名。康熙五十九年（1720年）完稿之《臺灣縣志》中則記載該潭形狀細長，長約三十餘里，除鯽魚仍多以外，其水源亦可灌溉附近永康里、長興里、廣儲西里等三地之農田，為祈雨之處故又稱「龍潭」，「龍潭夜月」並為台邑六景之一。
乾隆時期《重修臺灣縣志》對該潭記載與《臺灣縣志》大致相同，不過長度從三十餘里減至二十餘里，六景並擴充為八景，乾隆十六年（1751年）侯世光並於其上建立鯽仔潭橋。臺灣府知府蔣元樞亦曾於湖上建水心亭，為遊人墨客聚集之處，後於道光初年開始乾涸。
台灣戰後時期，李正合在附近創辦崑山工業專科學校（今崑山科技大學）並擔任校長。為求保存古蹟、復興中華文化，遂於民國60年代（1970年代）末期發起整理景觀、興建曲橋亭臺等，歷時兩年完工。

## 相關文學創作
清領時期前往鯽魚潭遊覽之文人留下不少相關詩文創作，例如林慶旺〈東湖即景〉；李雰〈龍潭夜月〉；章甫〈遊鯽魚潭記〉、〈鯽潭月夜泛舟〉、〈鯽潭霽月〉等。